# Аборты в Дании
Аборты в Дании полностью узаконены с 1 октября 1973. С тех пор аборт можно делать по требованию женщины, если срок её беременности не превышает двенадцать недель. Согласно этому закону, пациентка должна быть старше 18 лет, чтобы пойти на аборт самостоятельно; родительское согласие требуется, если она несовершеннолетняя. Аборт можно делать после 12 недель, если жизнь или здоровье женщины находится в опасности. Женщине также может быть выдано разрешение на аборт после 12 недель, если доказано наличие определённых обстоятельств (например, плохое социально-экономическое положение женщины; риск появления врождённых пороков у плода, беременность в результате изнасилования; риск для психического здоровья матери.
Аборты впервые разрешили в 1939 году. Женщина могла законно пройти через аборт в случае, если врачи признают, что беременность попадает в одну из трёх категорий (вредная или смертельная для матери, высокий риск врождённых дефектов у плода, или беременность наступила в результате изнасилования). Чуть более половины заявок, поступивших в 1954 и 1955 годах, были приняты; низкий приём заявок был связан со всплеском нелегальных абортов вне больниц. Поправки к закону 1939 года, принятые 24 марта 1970, разрешали аборты по требованию только для женщин в возрасте до 18 лет, которые были признаны «плохо приспособленными для материнства», а также женщинам старше 38 лет.
Закон 1973 года, который узаконил аборты по требованию, заменил закон 1970 года и действует по сей день.
По состоянию на 2013 год количество абортов составило 12,1 на 1000 женщин в возрасте 15—49 лет, что ниже, чем средний показатель для скандинавских стран. Подавляющее большинство датчан поддерживают доступ к легальным абортам. Опрос 2007 года показал, что 95 % поддерживают это право.